# La Suisse russe

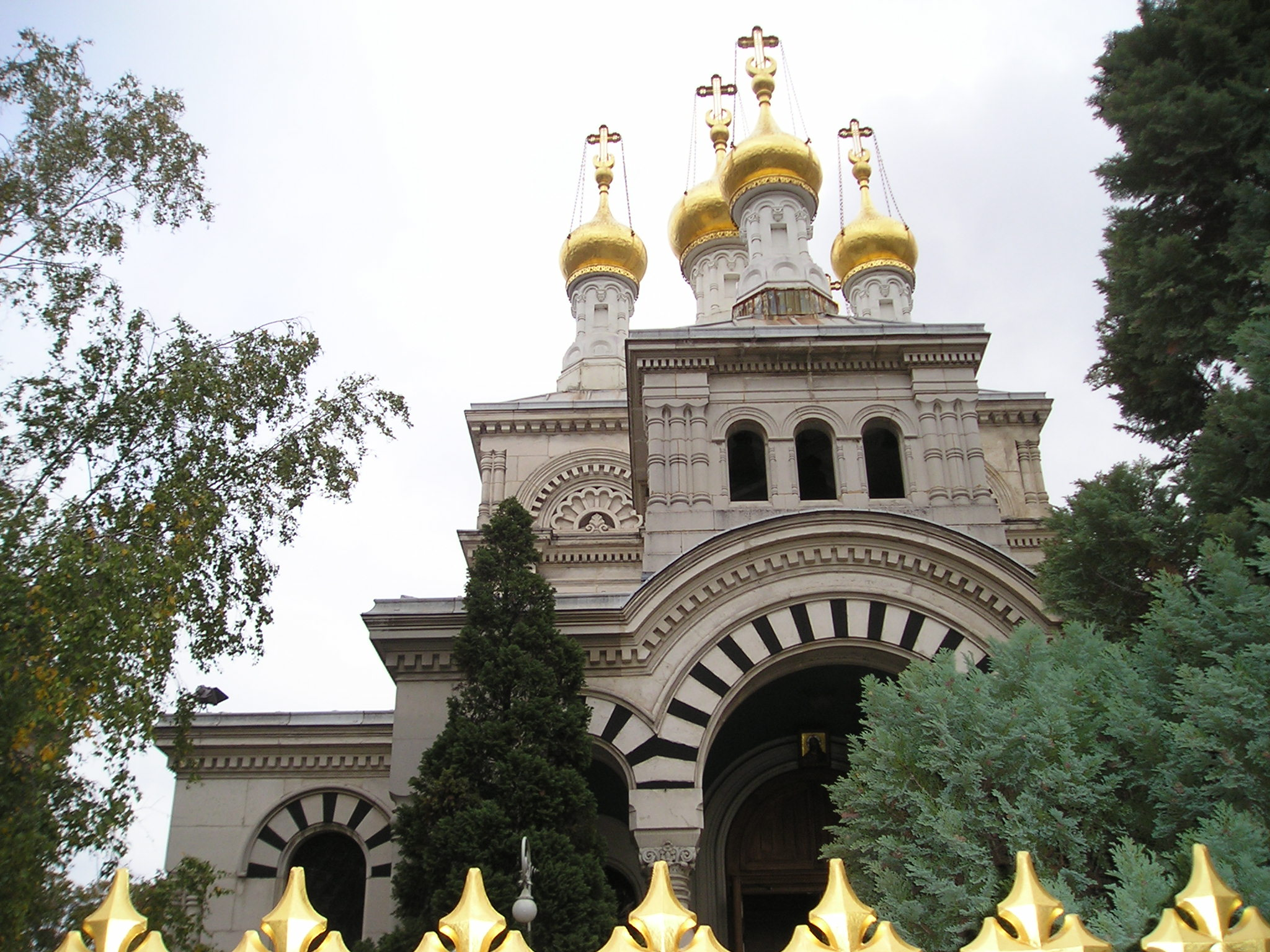
L'église orthodoxe russe de Genève.

La Suisse russe (en russe : Русская Швейцария) est un essai de l'écrivain Mikhaïl Chichkine paru en 2006.
L'ouvrage étudie l'impact de la présence russe en Suisse, à la fois sur la pensée ou la littérature russes et sur la vie culturelle locale, et se veut une sorte de guide littéraire et historique de la présence russe en Suisse. Il décrit l'intérêt, l'étonnement, la perplexité voire la déception des voyageurs russes en Suisse, que ce soit en villégiature, en séjour de formation, en exil politique, ou autre.

## Plan de l'ouvrage
L'essai est divisé en quinze chapitres consacrés chacun à une région particulière du pays.
1. La capitale russe de la Suisse : Genève
Principal chapitre du livre : il occupe à lui seul près du quart de l'ouvrage.
2. La Suisse est le pays le plus révolutionnaire du monde : Zurich
3. Les oursons de Berne et l'ours de Saint-Pétersbourg[1] : Berne.
4. La ville de Holbein et de Biély : Bâle
5. « Les chutes du Rhin méritent leurs renommée... » : Les chutes du Rhin et Schaffhouse
6. Philosophie montagnarde chez Guillaume Tell : Du Saint-Gothard au Rigi
7. « Dans ce stupide Schweizerhof[2],[3]... » : Lucerne
8. Vers les neiges éternelles de la Jungfrau : L'Oberland bernois
9. Les stations balnéaires du « pays lumineux » : Dans l'est de la Suisse
10. Le profil pouchkinien du Matterhorn[4] : Le Valais
11. De l'autre côté du Röstigraben : L'ouest de la Suisse
12. À la recherche de la « montagne de vérité[5],[6] » : Le Tessin
13. « Si le destin vous ordonne d'être à Lausanne... » : Lausanne
14. Du côté de chez Nabokov[7] : De Lausanne à Chillon
15. « Gorge-toi, ô ma vue... » : De Lausanne à Genève

## Personnages
Parmi la galerie de nombreux anonymes qui figurent dans l'ouvrage, quelques figures sortent du lot, soit en raison de l'impact qu'a eu leur séjour en Suisse, soit en raison de leur importance historique.

### Personnalités politiques
- Paul Pétrovitch : Au retour d'un voyage incognito en Europe, le tsarévitch russe (futur empereur russe Paul Ier), fils de Catherine II fit un bref passage à Zurich en septembre 1782 pour y rencontrer le célèbre pasteur Johann Kaspar Lavater. Les minutes de son entretien avec Lavater ont été conservées[8].
- Alexandre Ier : En 1814, à la fin des guerres napoléoniennes, l'empereur  russe séjourne brièvement à Bâle, où ses troupes traversent le Rhin et où il reçoit Johann Heinrich Pestalozzi[9].
- Alexandre Herzen
- Pavel Axelrod
- Lénine

### Écrivains
- Léon Tolstoï
- Fiodor Dostoïevski fit plusieurs séjours en Suisse (en 1862, 1863 et 1867, 1874), dont le plus long en 1867 et 1868. Ce séjour motivé au départ pour raison de santé, se révéla contrasté. Dostoïevski devint père à Genève, mais perdit sa fille quelques mois plus tard. Il connut le dénuement le plus complet et les affres du joueur de casino. Enfin, il commença l'un de ses plus importants romans, L'Idiot, à Genève[10].
Son arrivée à Bâle fut l'occasion d'une émotion qui le frappa beaucoup : la vision du tableau de Hans Holbein le Jeune Le Corps du Christ mort dans la tombe le 24 août 1867. L'épisode marqua l'écrivain à un tel point qu'on en retrouve des échos jusque dans L'Idiot[11],[12].
- Andreï Biély : qui séjourne à Dornach auprès de Rudolph Steiner.
- Vladimir Nabokov
- Alexandre Soljenitsyne

### Autres personnalités
- Le compositeur Igor Stravinsky
- Le peintre Alexej von Jawlensky

## Édition en français
- Mikhaïl Chichkine (trad. Marilyne Fellous), La Suisse russe, Paris, Fayard, 2007, 520 p. (ISBN 978-2-213-62910-0).